# Idrac-Respaillès
 Idrac-Respaillès  (en occitano Idrac e Hrespalhers) es una localidad y comuna de Francia, en la región de Occitania, departamento de Gers, en el distrito y cantón de Mirande.
Su población en el censo de 1999 era de 201 habitantes.
Está integrada en la Communauté de communes Vals et Villages en Astarac.

## Demografía
| 227 | 195 | 182 | 188 | 186 | 201 |
| Para los censos de 1962 a 1999 la población legal corresponde a la población sin duplicidades (Fuente: INSEE [Consultar]) |     |     |     |     |     |

## Hermanamientos
- Poleñino, España.[4]